# Stazione di Kiyomizu-Gojō
La stazione di Kiyomizu-Gojō (清水五条駅?, Kiyomizu-Gojō-eki) è una stazione delle Ferrovie Keihan, sulla linea principale Keihan situata nella città di Kyōto.

## Intorno alla stazione
- Kiyomizu-dera(25 minuti a piedi)
- ponte di Gojo(五条大橋)
- Rokuharamitsu-ji(六波羅蜜寺, 7 minuti a piedi)